# Lijst van voetbalinterlands Bangladesh - Taiwan
Deze lijst van voetbalinterlands is een overzicht van alle officiële voetbalinterlands tussen de nationale teams van Bangladesh en Taiwan (Chinees Taipei). De landen hebben tot op heden twee keer tegen elkaar gespeeld. De eerste ontmoeting, een kwalificatiewedstrijd voor het Wereldkampioenschap voetbal 1998, was op 18 maart 1997 in Shah Alam (Maleisië). Het laatste duel, de 'return'wedstrijd in dezelfde kwalificatiereeks, vond plaats op 29 maart 1997 in Djedda (Saoedi-Arabië).

## Wedstrijden
| № | Plaats    | Datum         | Competitie           | Wedstrijd                   | Uitslag |
| - | --------- | ------------- | -------------------- | --------------------------- | ------- |
| 1 | Shah Alam | 18 maart 1997 | WK 1998 kwalificatie | Bangladesh − Chinees Taipei | 1 − 3   |
| 2 | Djedda    | 29 maart 1997 | WK 1998 kwalificatie | Chinees Taipei − Bangladesh | 1 − 2   |

## Samenvatting
| Competitie      | Totaal gespeeld | Winst Bangladesh | Gelijk | Winst Chinees Taipei | Doelsaldo Bangladesh – Chinees Taipei |
| --------------- | --------------- | ---------------- | ------ | -------------------- | ------------------------------------- |
| WK-kwalificatie | 2               | 1                | 0      | 1                    | 3 − 4                                 |
| Totaal          | 2               | 1                | 0      | 1                    | 3 − 4                                 |

Wedstrijden bepaald door strafschoppen worden, in lijn met de FIFA, als een gelijkspel gerekend.